# Cha Cha Cha (Käärijä-sang)
 For alternative betydninger, se Cha-cha-cha (flertydig). (Se også artikler, som begynder med Cha-cha-cha)
"Cha Cha Cha" er en sang af den finske rapper og sanger Käärijä, udgivet den 17. januar 2023. Sangen repræsenterede Finland i Eurovision Song Contest 2023 efter at have vundet Uuden Musiikin Kilpailu 2023, den finske nationale udtagelse for dette års Eurovision Song Contest.